# Robert Goolrick
Robert Goolrick est un écrivain américain né le 4 août 1948 à Lexington en Virginie et mort le 29 avril 2022 à Lynchburg dans le même État américain.

## Biographie
Robert Goolrick naît le 4 août 1948, à Lexington (Virginie) d’un père professeur de littérature à l’université et d’une mère au foyer. Il fait ses études à Baltimore. Il voyage ensuite en Europe où il tombe amoureux de la France. De retour aux Etats-Unis, il travaille, à New York, dans la publicité et se retrouve, à 28 ans, à la tête d’une des plus grosses agences du pays.
Lorsque, à 53 ans, Goolrick perd son emploi de directeur de création publicitaire et de rédacteur, il se décide à écrire. Il obtient un succès important avec Une femme simple et honnête (2009), qui est vendu à plus d’un million d’exemplaires.

## Œuvres traduites en français
- Une femme simple et honnête, [« A Reliable Wife »], trad. de Marie de Prémonville, Paris, Éditions Anne Carrière, 2009, 413 p.  (ISBN 978-2-84337-542-2)
- Féroces, [« The End of the World as We Know It: Scenes from a Life »], trad. de Marie de Prémonville, Paris, Éditions Anne Carrière, 2010, 254 p.  (ISBN 978-2-8433-7579-8)[3],[4]
- Arrive un vagabond, [« Heading Out to Wonderful »], trad. de Marie de Prémonville, Paris, Éditions Anne Carrière, 2012, 319 p.  (ISBN 978-2-84337-681-8)[5]

- Prix Laurent-Bonelli Virgin-Lire 2012
- Grand prix des lectrices de Elle 2013
- La Chute des princes [« The Fall of Princes »], trad. de Marie de Prémonville, Paris, Éditions Anne Carrière, 2014, 360 p.  (ISBN 978-2-8433-7737-2)[7]
- L'enjoliveur, trad. de Marie de Prémonville, Paris, Éditions Anne Carrière, 2016, 70 p.  (ISBN 978-2-8433-7824-9)[8]
- Après l’incendie, suivi de la nouvelle Trois lamentations, Paris, Éditions Anne Carrière, 2017, 300 p.  (ISBN 978-2-84337-828-7)
- Ainsi passe la gloire du monde (Prisoner), Anne Carrière, 2019.  (ISBN 978-2843379611)

## Récompenses et distinctions
- Prix Fitzgerald 2015 pour La Chute des princes